# Veazivok, Lubnî
Veazivok (în ucraineană В'язівок) este un sat în comuna Mîhnivți din raionul Lubnî, regiunea Poltava, Ucraina.

## Demografie
Componența lingvistică a localității Veazivok
     Ucraineană (98,92%)
     Alte limbi (0,9%)
Conform recensământului din 2001, majoritatea populației localității Veazivok era vorbitoare de ucraineană (98,92%), existând în minoritate și vorbitori de alte limbi.